# Exèrcit per l'Alliberament de Ruanda
L'Exèrcit per l'Alliberament de Ruanda (francès Armée pour la Libération du Rwanda, ALiR) era un grup rebel compost principalment per membres de la Interahamwe i les Forces Armades de Ruanda que van dur a terme el genocidi ruandès de 1994. Operant principalment a les regions orientals de la República Democràtica del Congo a la frontera amb Ruanda, va dur a terme atacs durant la Segona Guerra del Congo contra forces alineades amb Ruanda i Uganda. L'any 2000, l'ALiR va acordar fusionar-se amb el moviment de resistència hutu amb base en Kinshasa en les noves Forces Democràtiques d'Alliberament de Ruanda (FDLR). ALiR va ser substituït en gran part per la FDLR cap al 2001. Va arribar a tenir uns 20.000 efectius.

## Història
L'assassinat durant el genocidi ruandès del 1994 va ser realitzat en gran part per l'exèrcit nacional, les Forces Armades de Ruanda (FAR) i els paramilitars Interahamwe. Després de la invasió de l'Exèrcit Patriòtic de Ruanda (EPR) liderat per Paul Kagame, molts FAR i Interahamwe van fugir a la frontera cap al Zaire. Durant la gran crisi dels refugiats de Grans Llacs, aquests dos grups es van unir a l'Exèrcit per a l'Alliberament de Rwanda (ALIR). L'augment de la intensitat dels atacs transfronterers per part de l'ALiR va portar al govern de Ruanda a armar de forma secreta a l'ètnic Tutsi Banyamulenge i va organitzar la creació d'un grup rebel, l'Aliança de Forces Democràtiques per l'Alliberament del Congo (AFDL), dirigit per Laurent-Désiré Kabila. L'AFDL va envair Zaire a finals de 1996 en el que es va conèixer com la Primera Guerra del Congo. L'AFDL i els seus aliats ruandesos i ugandesos van obligar els refugiats a tornar a Ruanda i van dispersar els combatents de RDR a països com Zàmbia, Angola, Congo Brazzaville, República Centreafricana, Txad, Sudan, Burundi i Tanzània. L'AFDL va continuar a Kinshasa, va enderrocar Mobutu Sese Seko i va instal·lar Kabila com a president el 17 de maig de 1997. Kabila va anunciar que el nom del país es canviava de Zaire a la República Democràtica del Congo.
Mentre Kabila estava completant la seva rebel·lió, els reductes d'ALIR van reformar i van reclutar nous lluitadors hutu del Zaire oriental. L'Exèrcit per l'Alliberament de Ruanda va ser actiu a l'est del Zaire a principis de 1997. L'ala política d'ALiR, el Partit per l'Alliberament de Ruanda (PALIR), va mantenir l'antic objectiu de derrocar el govern de Kagame i recuperar el poder, al que va afegir l'objectiu d'expulsar els invasors estrangers, cosa que li donava més atractiu a les poblacions locals. També hi havia preocupacions que pretenien continuar amb el genocidi contra els tutsis. Fins i tot abans de recuperar la presència militar, una carta suposadament enviada per l'ALiR va amenaçar amb matar a l'ambaixador estatunidenc a Ruanda i altres ciutadans dels Estats Units en represàlia per donar suport a Ruanda.
El juliol del 1998, l'aliança entre Kabila i els seus patrocinadors ruandesos i ugandesos s'havia trencat. Kabila va ordenar a les forces estrangeres que sortissin del país, obligant a Ruanda i Uganda a crear un altre grup rebel, el Reagrupament Congolès per la Democràcia (RCD), per derrocar a Kabila a la Segona Guerra del Congo. Kabila va començar a prestar suport militar a ALiR, a molts dels quals havia intentat matar menys de dos anys abans, per debilitar les forces militars del RCD i de l'exèrcit estranger a l'est de Congo.
A mesura que la guerra es va convertir en el conflicte més mortífer des de la Segona Guerra Mundial, diversos milers d'aliats van combatre atacs guerrilles de guerrilla darrere de front. En 1999, vuit turistes dels Estats Units, Regne Unit i Nova Zelanda i un gerent de jocs d'Uganda van morir mentre estava en el Parc Nacional de Bwindi a Uganda, al llarg de la frontera amb la República Democràtica del Congo. Els turistes seguien als goril·les i aparentment foren objectiu com a parlants d'anglès. Un diplomàtic francès capturat va ser alliberat amb un missatge que condemna als EUA i el Regne Unit pel seu suport a Ruanda. L'acte de violència va destruir en gran part la indústria turística d'Uganda durant anys.
Durant els següents anys, les línies de batalla es van estabilitzar i la guerra es va estancar a Uganda i Ruanda va competir per extreure recursos de les mines riques i els boscos del Congo oriental que van ocupar. L'ALiR continuava fent atacs contra grups armats oposats, així com a poblacions civils que suposadament recolzaven als seus enemics. Després de l'assassinat de Kabila el 18 de gener de 2001 i de l'ascens del seu fill Joseph Kabila, l'ALiR va consolidar forces amb un grup hutu basat en Kinshasa per formar les Forces Democràtiques d'Alliberament de Ruanda (FDLR). Encara que mai es va dissoldre oficialment, ALiR va perdre la seva identitat separada sota la FDLR. Malgrat les declaracions oficials de la FDLR que han renunciat a la resistència armada, els grups descendents d'ALiR continuaren lluitant a l'est de Congo.